# Perdita oregonensis
Perdita oregonensis är en biart som beskrevs av Timberlake 1929. Perdita oregonensis ingår i släktet Perdita och familjen grävbin. Inga underarter finns listade i Catalogue of Life.